# Sierra Vista (Arizona)
Pour les articles homonymes, voir Sierra Vista.
La ville américaine de Sierra Vista est située dans le comté de Cochise, dans l’Arizona. Sa population s’élevait à 43 888 habitants lors du recensement de 2010.

## Démographie
| 1960  | 1970  | 1980   | 1990   | 2000   | 2010   |
| ----- | ----- | ------ | ------ | ------ | ------ |
| 3 121 | 6 689 | 24 937 | 32 983 | 37 775 | 43 888 |

## Source
- (en) Cet article est partiellement ou en totalité issu de l’article de Wikipédia en anglais intitulé « Sierra Vista, Arizona » (voir la liste des auteurs).